# Yang Jisheng

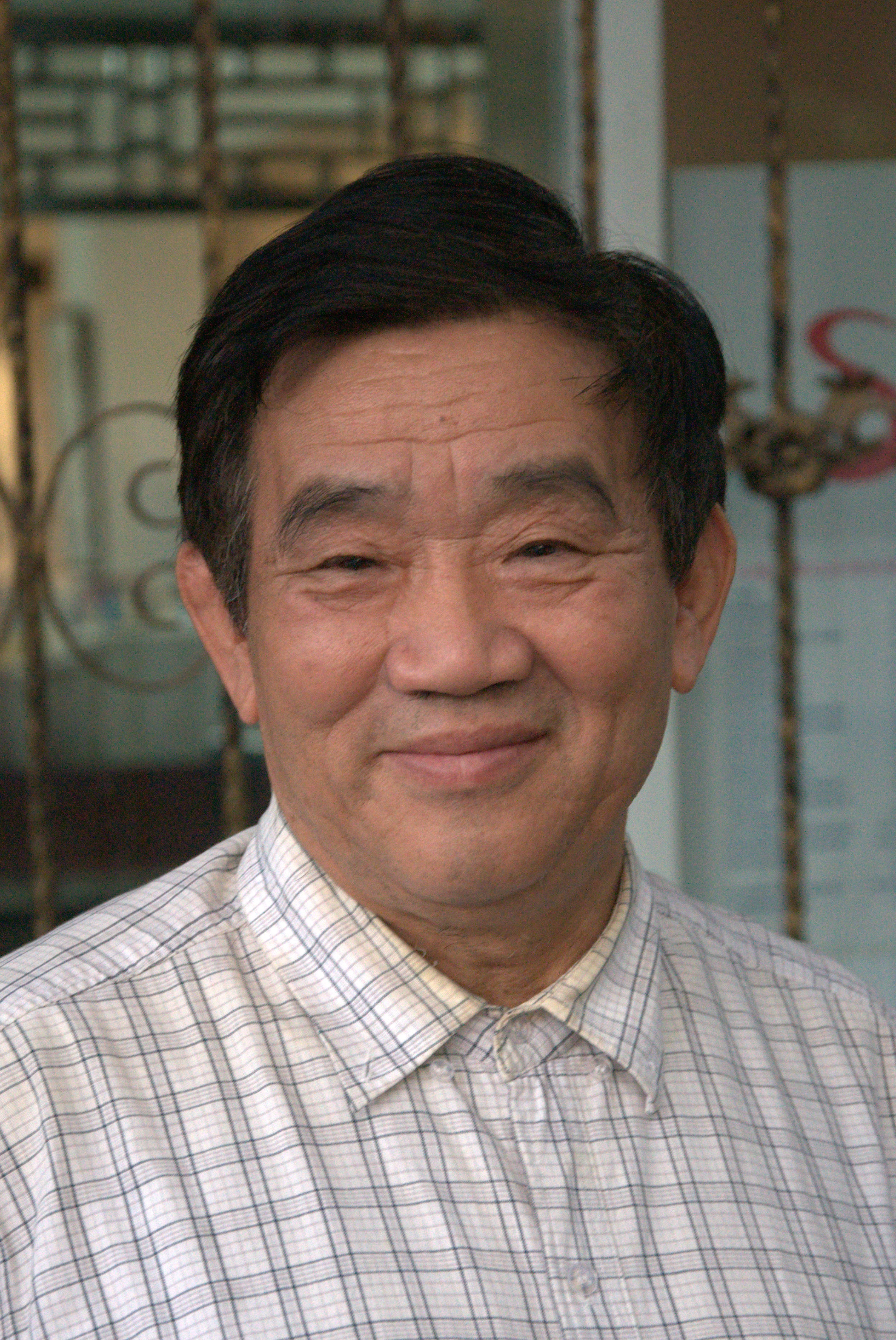
Yang Jisheng

Yang Jisheng (nascido em novembro de 1940)   é um jornalista e autor chinês. Seus trabalhos incluem Tombstone (墓碑), um relato abrangente da Grande Fome Chinesa durante o Grande Salto Adiante, e The World Turned Upside Down (天地翻覆), uma história da Revolução Cultural. Yang ingressou no Partido Comunista em 1964 e se formou na Universidade Tsinghua em 1966. Ele imediatamente ingressou na Agência de Notícias Xinhua, onde trabalhou até sua aposentadoria em 2001. Sua lealdade ao partido foi destruída pelo massacre da Praça da Paz Celestial em 1989. 
Embora continuasse trabalhando para a Agência de Notícias Xinhua, ele passava grande parte de seu tempo pesquisando para o livro Tombstone. A partir de 2008, ele era o vice-editor do jornal Yanhuang Chunqiu em Pequim.   Yang também está listado como Fellow do China Media Project, um departamento da Universidade de Hong Kong. 

## Lápide: A Grande Fome
A partir do início da década de 1990, Yang começou a entrevistar pessoas e a coletar registros da Grande Fome Chinesa de 1959-1961, na qual seu próprio pai adotivo havia morrido, eventualmente acumulando dez milhões de palavras de registros. Ele publicou um relato de dois volumes de 1.208 páginas sobre o período, no qual pretendia produzir um relato que fosse confiável e que pudesse enfrentar o desafio da negação oficial do governo chinês. Ele começa o livro, "Eu chamo este livro de Tombstone (lápide). É uma lápide para meu pai [adotivo] que morreu de fome em 1959, para os 36 milhões de chineses que também morreram de fome, para o sistema que causou sua morte e talvez para mim mesmo por escrever este livro."  O livro foi publicado em Hong Kong e é proibido na China continental.   Em 2012 foram publicadas traduções para francês, alemão e inglês  (que foi condensada em quase 50%).   

### Elogios
A jornalista Anne Applebaum elogiou o livro como sendo o relato definitivo da Grande Fome.  
Yang recebeu o prêmio Stieg Larsson 2015 por seu "trabalho persistente e corajoso em mapear e descrever as consequências" do Grande Salto Adiante. Yang recebeu o Prêmio Louis M. Lyons de 2016 de Consciência e Integridade em Jornalismo, selecionado pelos Nieman Fellows da Universidade de Harvard. Na citação do prêmio, os bolsistas afirmaram: "Através da determinação e comprometimento exigidos para este projeto, o Sr. Yang demonstra claramente as qualidades de consciência e integridade. Ele fornece inspiração para todos que procuram documentar a verdade diante de influências, forças e regimes que podem pressionar contra tal transparência." 

### Críticas
Sun Jingxian, um matemático chinês, viu no livro um ataque direto ao sistema político da China, afirmando que Yang havia feito isso ao cometer uma investigação histórica distorcida.  Ele argumentou que Yang cometeu sérios erros metodológicos em sua suposição de que as mortes por fome poderiam ser calculadas observando a diferença entre o número médio de mortes em um determinado período e o número real de mortes naquele mesmo ano. 
O historiador econômico Cormac Ó Gráda, revisando o livro, afirmou que: "Yang tende a negligenciar o contexto histórico da fome e a vulnerabilidade econômica da China". Ele observa que a China era a "terra da fome" porque era extremamente pobre e, na década de 1950, a China ainda era extremamente pobre.  Ó Gráda também afirma que a estimativa de Yang de 40 milhões de nascimentos a menos é excessiva. 